# Kalanchoe campanulata
Kalanchoe campanulata är en fetbladsväxtart som beskrevs av Henri Ernest Baillon. Kalanchoe campanulata ingår i släktet Kalanchoe och familjen fetbladsväxter. Inga underarter finns listade i Catalogue of Life.